# Mason Novick
Mason Novick (né le 20 décembre 1974) est un producteur de cinéma américain et un gestionnaire de talents basé à Los Angeles.

## Carrière
Mason Novick produit notamment les films Red Eye : Sous haute pression (2005), Juno (2007), (500) jours ensemble (2009) et Jennifer's Body (2009). Il joue également de petits rôles dans ses films, notamment dans Red Eye et The Hollow.
Il développe des projets tels que l'adaptation sur grand écran de Sweet Valley High par Diablo Cody.

## Relation avec Diablo Cody
Novick participe à plusieurs projets avec la scénariste Diablo Cody, notamment Jennifer's Body et Juno, pour lequel il est nommé à l'Oscar du meilleur film en 2008, en plus de remporter un Christopher Award et un Independent Spirit Award.
Novick affirme avoir découvert Diablo Cody en lisant le blog de cette dernière alors qu'elle est une blogueuse vivant à Minneapolis. Il a trouvé « sa voix si intéressante et si fraîche ». Inspiré par son écriture, il appelle Cody et lui demande si elle a déjà envisagé d'écrire un livre ou un scénario. Grâce aux encouragements de Novick, Cody écrit le scénario qui devient Juno.
Novick travaille avec Cody sur Young Adult (2011), Paradise (2013), et Tully, ainsi que sur une adaptation cinématographique non réalisée de Sweet Valley High.

## Filmographie

### Cinéma
- 2005 : Red Eye : Sous haute pression (Red Eye) de Wes Craven
- 2007 : Solstice de Daniel Myrick
- 2007 : Juno de Jason Reitman
- 2008 : Insanitarium de Jeff Buhler
- 2009 : (500) jours ensemble (500 Days of Summer) de Marc Webb
- 2009 : Jennifer's Body de Karyn Kusama
- 2011 : Young Adult de Jason Reitman
- 2013 : L'Incroyable Burt Wonderstone (The Incredible Burt Wonderstone) de Don Scardino
- 2013 : Paradise de Diablo Cody
- 2013 : Bad Words de Jason Bateman
- 2014 : Men, Women and Children (Men, Women & Children) de Jason Reitman
- 2015 : Ricki and the Flash de Jonathan Demme
- 2015 : Hidden de Matt et Ross Duffer
- 2016 : ARQ de Tony Elliott
- 2017 : Newness de Drake Doremus
- 2018 : Tully de Jason Reitman
- 2018 : When We First Met d'Ari Sandel
- 2018 : Social Animals de Theresa Bennett
- 2019 : Big Time Adolescence de Jason Orley
- 2019 : Buffaloed de Tanya Wexler
- 2020 : Desperados de LP
- 2020 : The Broken Hearts Gallery de Natalie Krinsky
- 2021 : We Broke Up de Jeff Rosenberg
- 2021 : Dating and New York de Jonah Feingold
- 2021 : Les Pages de l'angoisse (Nightbooks) de David Yarovesky
- 2024 : Lisa Frankenstein de Zelda Williams

Acteur
- 2005 : Red Eye : Sous haute pression (Red Eye) de Wes Craven : un passager d'avion

### Télévision
- 2004 : The Hollow de Kyle Newman
- 2018 : Liberty Crossing

Acteur
- 2004 : The Hollow de Kyle Newman : un squelette

## Distinctions

### Récompenses
- 2008 : Film Independent's Spirit Awards[7]
- 2008 : Christopher Award[8]

### Nominations
- 2007 : Oscar du meilleur film[9]
- 2007 : Producers Guild of America Awards du meilleur producteur de film de l'année[10]
- 2010 : Independent Spirit Award[11]